# Rajon Schytkawitschy
Der Rajon Schytkawitschy (belarussisch Жыткавіцкі раён; russisch Житковичский район) ist eine Verwaltungseinheit in der Homelskaja Woblasz in Belarus mit dem administrativen Zentrum in der Stadt Schytkawitschy. Der Rajon hat eine Fläche von 2916,27 km² und umfasst 108 ländliche Siedlungen.

## Geographie
Der Rajon Schytkawitschy liegt im westlichen Teil der Homelskaja Woblasz. Nachbarrajone sind im Norden Salihorsk und Ljuban im Minskaja Woblasz, im Osten Petrykau und im Süden Leltschyzy in der Homelskaja Woblasz, und im Westen Stolin und Luninez in der Breszkaja Woblasz.

## Administrative Gliederung
| Dorfsowjets 1. Werasnizki 2. Dsjakawizki 3. Leninski 4. Ljudsjanewizki 5. Milewizki 6. Marocharauski 7. Asjaranski 8. Perarouski 9. Rytschouski 10. Rudnjanski 11. Tschyrwonenski 12. Jurkewizki 13. Schytkawizki, Passawet 14. Turauski, Passawet | Städte 1. Schytkawitschy 2. Turau |